# Clear Creek (Wisconsin)
Clear Creek es un pueblo ubicado en el condado de Eau Claire en el estado estadounidense de Wisconsin. En el Censo de 2010 tenía una población de 821 habitantes y una densidad poblacional de 8,82 personas por km².

## Geografía
Clear Creek se encuentra ubicado en las coordenadas 44°38′23″N 91°20′49″O / 44.63972, -91.34694. Según la Oficina del Censo de los Estados Unidos, Clear Creek tiene una superficie total de 93.07 km², de la cual 93.07 km² corresponden a tierra firme y (0%) 0 km² es agua.

## Demografía
Según el censo de 2010, había 821 personas residiendo en Clear Creek. La densidad de población era de 8,82 hab./km². De los 821 habitantes, Clear Creek estaba compuesto por el 95.74% blancos, el 0.49% eran afroamericanos, el 0.37% eran amerindios, el 0.97% eran asiáticos, el 0.12% eran isleños del Pacífico, el 0.73% eran de otras razas y el 1.58% pertenecían a dos o más razas. Del total de la población el 1.46% eran hispanos o latinos de cualquier raza.